# Benefit
| Recensione       | Giudizio       |
| ---------------- | -------------- |
| AllMusic         |                |
| Rolling Stone    | Non favorevole |
| Progarchives     |                |
| George Starostin | [ 2 ]          |

Benefit è il terzo album in studio della band progressive rock inglese Jethro Tull, pubblicato nel 1970.

## Storia
Benefit è stato il primo vero successo di vendite del gruppo; pubblicato nel 1970, è caratterizzato da un sound più duro e cupo che sarà poi meglio sviluppato nel successivo Aqualung.
L'album è stato composto in un periodo di crescente popolarità per i Jethro Tull che realizzarono i loro primi tour negli Stati Uniti.
Fu ristampato nel 2001 con 4 bonus track.
Il 28 ottobre del 2013 è stata pubblicata la Collector's Edition dell'album. È stato riproposto con 2 CD, 1 DVD e, separatamente, il vinile, contenenti tutti i brani remixati da Steven Wilson e brani extra.
Il 5 novembre del 2021 è stata pubblicata The 50th Anniversary Enhanced Edition. L'album viene riproposto con 4 CD e 2 DVD contenenti tutti i brani remixati da Steven Wilson, brani extra e dal vivo.

## Stile
Benefit si distacca ormai completamente dal blues degli inizi, ancor più di quanto non si noti in Stand Up. L'album, come il precedente, contiene dieci canzoni che alternano suoni rock e suoni acustici, caratteristica mantenuta in molti album successivi; questa dicotomia si ritrova anche all'interno dei singoli brani; ne è un esempio Son.
Il tema ricorrente è quello del rapporto fra Anderson e la sua prima moglie Jennie Frank (come si evince da With You There To Help Me, Alive And Well And Living In o To Cry You A Song) e il rapporto familiare in generale (Son). Nell'album è trattato anche il tema del sentimento di alienazione.

## Tracce
Tutte le canzoni sono state scritte da Ian Anderson.
1. With You There To Help Me – 6:20
2. Nothing To Say – 5:12
3. Alive And Well And Living In – 2:47
4. Son – 2:52
5. For Michael Collins, Jeffrey And Me – 3:52
6. To Cry You A Song – 6:11
7. A Time For Everything? – 2:45
8. Inside – 3:47
9. Play In Time – 3:48
10. Sossity; You're A Woman – 4:38

Bonus track presenti nella versione del 2001:
1. Singing All Day – 3:07
2. Witch's Promise – 3:49
3. Just Trying To Be – 1:36
4. Teacher (original UK mix) – 4:05

### Benefit Collector's Edition

#### CD 1
1. With You There To Help Me
2. Nothing to Say
3. Alive and Well And Livinig In
4. Son
5. For Michael Collins, Jeffrey And Me
6. To Cry You A Song
7. A Time For Everything?
8. Inside
9. Play In Time
10. Sossity; You're A Woman
11. Singing All Day
12. Sweet Dream
13. 17
14. Teacher (UK single version)
15. Teacher (US album version)

#### CD 2
1. Singing All Day (mono)
2. Sweet Dream (mono)
3. 17 (mono)
4. Sweet Dream (stereo)
5. 17 (stereo)
6. Witch's Promise (mono)
7. Teacher (UK single version) (mono)
8. Teacher (US album version) (mono)
9. Witch's Promise (stereo)
10. Teacher (UK single version) (stereo)
11. Teacher (US album version) (stereo)
12. Inside (mono)
13. Alive And Well And Living In
14. A Time For Everything? (mono)
15. Reprise AM Radio Spot 1
16. Reprise FM Radio Spot 2

#### LP
Lato A
1. With You There To Help Me
2. Nothing to Say
3. Alive and Well And Living In
4. Son
5. For Michael Collins, Jeffrey and Me

Lato B
1. To Cry You A Song
2. A Time For Everything?
3. Inside
4. Play In Time
5. Sossity; You're A Woman

#### DVD
1. With You There To Help Me
2. Nothing to Say
3. Alive and Well And Living In
4. Son
5. For Michael Collins, Jeffrey and Me
6. To Cry You A Song
7. A Time For Everything
8. Inside
9. Play In Time
10. Sossity; You're A Woman
11. Singing All Day
12. Sweet Dream
13. 17
14. Teacher (UK single version)
15. Teacher (US album version)

### Benefit The 50th Anniversary Enhanced Edition

#### CD 1 - Original Album Steven Wilson Stereo Remixes
1. With You There To Help Me
2. Nothing to Say
3. Alive and Well And Livinig In
4. Son
5. For Michael Collins, Jeffrey And Me
6. To Cry You A Song
7. A Time For Everything?
8. Inside
9. Play In Time
10. Sossity; You're A Woman
11. Singing All Day
12. Sweet Dream
13. 17
14. Teacher (UK single version)
15. Teacher (US album version)
16. My God (Early Version)
17. Just Trying To Be

#### CD 2 - Additional Associated Recordings Original 1969-1970
1. Singing All Day
2. Sweet Dream(UK single ‘A’ side)
3. 17 (UK single ‘B’ side)
4. The Witch’s Promise (EUR single double ‘A’ side)
5. Teacher (UK Single Version) (EUR single double ‘A’ side)
6. Teacher (US Album Version) (US single ‘B’ side)
7. Inside (UK Single ‘A’ side)
8. Alive And Well And Living In (UK Single ‘B’ side)
9. A Time For Everything (US single ‘B’ side)
10. Sweet Dream
11. 17
12. The Witch’s Promise (UK single double ‘A’ side)
13. Teacher (UK Single Version)(UK single double ‘A’ side)
14. The Witch’s Promise (US promo single ‘A’ side)
15. Teacher (US Album Version) (US promo single ‘B’ side)
16. Singing All Day
17. Sweet Dream
18. The Witch’s Promise
19. Teacher (US album Version)
20. Benefit Radio Spot #1
21. Benefit Radio Spot #2

#### CD 3 - Live At Tanglewood 1970 (Steven Wilson Stereo Remix)
1. Introduction And Tuning
2. Nothing Is Easy
3. My God (incl. Flute Solo)
4. With You There To Help Me / By Kind Permission Of
5. Dharma For One (incl. Drum Solo (edited))
6. We Used To Know
7. Guitar Instrumental
8. For A Thousand Mothers

#### CD 4 - Live At The Aragon Ballroom, Chicago 1970 (Mono)
1. Introduction And Tuning
2. My Sunday Feeling
3. My God (incl. Flute Solo)
4. To Cry You A Song
5. With You There To Help Me / By Kind Permission Of
6. Sossity; You’re A Woman / Reasons For Waiting
7. Nothing Is Easy
8. Dharma For One (incl. Drum Solo)
9. We Used To Know
10. Guitar Instrumental
11. For A Thousand Mothers

#### DVD 1
1. Steven Wilson’s 2013 remix of the album and 5 extra tracks in DTS and Dolby AC 3 5.1 surround and stereo 96/24 LPCM
2. Flat transfers of the original UK+US LP master in 96/24 LPCM & Additional tracks Sweet Dream, 17 & The Witch’s Promise

#### DVD 2
1. The 1970 Fillmore at Tanglewood Concert on video with Steven Wilson’s 2020 audio remix in stereo and 5.1 surround.

## Brani

### With You There To Help Me
La canzone che apre l'album è dedicata a Jennie Franks, al tempo segretaria dipendente della Chrysalis Records, che diverrà l'anno stesso la prima moglie di Anderson.
Il testo riflette la fatica per il lungo tour e la voglia di tornare a casa.

### Nothing To Say
La canzone è una metafora della società a cui non interessa ciò che gli individui pensano. Per questo, per poter apprezzare meglio le proprie idee, il narratore preferisce tenere per sé i propri pensieri, fingendo di non avere niente da dire.

### Alive And Well And Living In
Si tratta di una canzone d'amore, che può essere però vista da due diversi punti di vista. Il testo può infatti essere interpretato come una canzone d'amore rivolta a Jennie Franks (come With You There To Help Me) ma, al tempo stesso, può riguardare la madre di Anderson.

### Son
Il testo descrive la difficile relazione di Anderson con i genitori. In particolare il padre viene presentato come un uomo che dà solo ordini al figlio, il quale, in risposta, decide di lasciare la casa.

### A Time For Everything?
Si tratta di una delle prime canzoni retrospettive di Anderson: l'autore finge di avere 50 anni (all'epoca ne aveva 22) e ripercorre la sua vita passata, facendone un bilancio e considerando ciò che avrebbe potuto essere ma non è stato per diverse ragioni.

### For Michael Collins, Jeffrey And Me
Viene menzionato il modulo lunare (LEM) e, nel titolo, Michael Collins, uno dei tre astronauti partecipanti alla missione Apollo 11 del luglio 1969.
Il "Jeffrey" nominato nel titolo è lo stesso già presente in Song for Jeffrey e in Jeffrey Goes to Leicester Square: Jeffrey Hammond che l'anno successivo sostituirà Glenn Cornick al basso e rimarrà nella band fino al 1975.

### To Cry You A Song
La canzone presenta lo stesso tema di With You There To Help Me: Anderson si trova in un aereo di ritorno a casa mentre la moglie Jennie lo attende. Nel 1996 il cantante Glenn Hughes ne ha realizzato una cover.

### Inside
Il pezzo segue la linea di With You There To Help Me, Alive And Well And Living In e To Cry You A Song. Ma, mentre nelle tre canzoni precedenti il tema trattato è la nostalgia di casa, Inside descrive il ritorno all'interno delle mura domestiche.

### Play In Time
Il testo riflette la difficoltà di Anderson nel riuscire a trovare un proprio metodo per esprimersi musicalmente.

### Sossity; You'Re A Woman
L'album si chiude con una canzone d'amore che presenta però anche critiche alla società del momento.

## Formazione
- Ian Anderson - voce, chitarra folk, chitarra elettrica, flauto
- Martin Barre - chitarra elettrica, chitarra folk
- John Evan - pianoforte, organo Hammond, Mellotron
- Glenn Cornick - basso
- Clive Bunker - batteria, percussioni